# Wolfgang Schwanitz
Pour les articles homonymes, voir Schwanitz.
Wolfgang Schwanitz, né le 26 juin 1930 à Berlin, et mort dans la même ville le 1er février 2022, est un homme politique allemand, membre du SED (parti communiste est-allemand). Il est, en 1989, Chef de l'Office de sécurité nationale (poste équivalent à l'ancien ministre de la Sécurité d'État, ou « Stasi ») au sein du gouvernement de la RDA. Il ne le resta que peu de temps car la chute du Mur allait entraîner celle du Parti, de la Stasi et mener à la réunification de l'Allemagne.

## Sources
- (en) Cet article est partiellement ou en totalité issu de l’article de Wikipédia en anglais intitulé « Wolfgang Schwanitz » (voir la liste des auteurs).

1. ↑  (de) « Ehemaliger Stasi-General und Mielke-Nachfolger Schwanitz gestorben », sur rbb24.de, 2 février 2022 (consulté le 3 février 2022).